# Mouillonne
Die Mouillonne ist ein Fluss in Frankreich, der überwiegend im Département Haute-Garonne in der Region Okzitanien verläuft. Sie entspringt unter dem Namen Ruisseau de Rieumajou an der Gemeindegrenze von Saint-Ybars und Gaillac-Toulza, die zugleich auch die Grenze zum benachbarten Département Ariège bildet, entwässert generell in nordöstlicher Richtung, erreicht bei Caujac den breiten Talboden der Ariège, schwenkt hier auf Nordwest und mündet nach insgesamt rund 20 Kilometern an der Gemeindegrenze von Miremont und Grépiac als linker Nebenfluss in die Ariège.

## Orte am Fluss
(Reihenfolge in Fließrichtung)
- Le Rallot, Gemeinde Gaillac-Toulza
- Caujac
- Grazac
- Mauressac
- Puydaniel
- Lagrâce-Dieu
- Auterive
- Miremont